# Sus philippensis
Javali Filipino (Sus philippensis) é uma espécie de mamífero da família Suidae. Endêmica das Filipinas.

## Nomenclatura e taxonomia
Duas subespécies são reconhecidas:
- Sus philippensis philippensis Nehring, 1886 - encontrada em Luzon, Polillo, Catanduanes e Marinduque.
- Sus philippensis mindanensis Forsyth Major, 1897 - encontrada em Mindanao, Samar, Leyte, Biliran, Bohol, Camiguin Sul, Basilan e outras ilhas menores.

Sus oliveri de Mindoro foi inicialmente descrita como uma subespécie de S. philippensis, sendo elevada a espécie distinta com base em características morfológicas e moleculares.